# Kaszowo (przystanek kolejowy)
Kaszowo – dawny wąskotorowy przystanek osobowy w Kaszowie, w gminie Milicz, w powiecie milickim; w województwie dolnośląskim, w Polsce. Został otwarty w 1894 roku. Zamknięty został w 1991 roku.